# 철암천
철암천(鐵岩川)은 강원특별자치도 태백시 통동의 예랑골에서 발원하여 남류하다가, 동백산역 인근에서 영동선의 선로와 비슷하게 흐르다가 낙동강으로 흘러드는 강이다. 2006년 5월 17일 이 부근에 영동선 솔안터널 굴착공사 현장으로 철암천의 물이 스며드는 것을 방지하기 위하여, 천막 가배수로를 하천 바닥에 설치하였다. 2011년 10월 28일 이 하천에 서식하는 버들치에 포함된 중금속이 식용어류 기준(0.5mg/kg이하) 이내로 파악되어 생태적 건강성 또한 매우 좋은 것으로 나타났다.

## 하천쟁탈

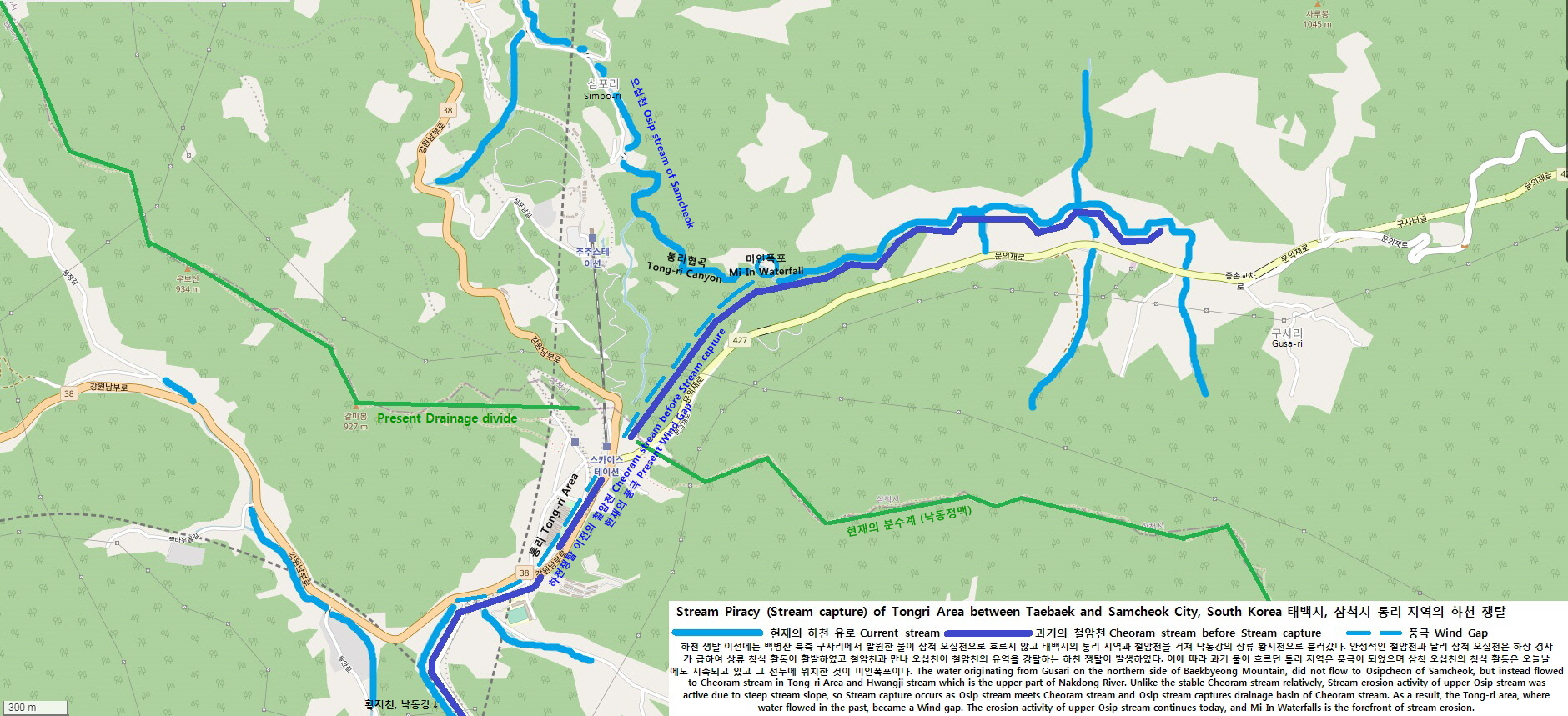
삼척시, 태백시 통리 지역의 하천 쟁탈

통리협곡과 미인폭포가 발달하는 통리 일대는 과거에 하천 유역이 바뀐 하천쟁탈 현상이 일어난 곳이다. 원래는, 백병산(1260.6 m) 북측에서 발원한 물은 삼척시의 오십천으로 가지 않고 태백시의 통리역과 철암천을 거쳐 낙동강 수계인 황지천으로 흘러가는 하천이었으며 이때는 미인폭포도 없었다. 안정된 철암천과 달리 동해바다로 흘러가는 삼척의 오십천은 하상 경사가 급하여 하천 상류가 지속적으로 침식되고 결국 철암천과 만나 삼척의 오십천이 철암천의 유역을 빼앗는 하천 쟁탈 현상이 발생하였다. 이로 인해 철암천의 발원지는 백병산에서 연화리 양지로 변경되고 과거 물이 흐르던 통리 지역은 풍극(Wing gap)이 되어 물이 흐르지 않게 되었다. 현재도 삼척 오십천에는 계속해서 침식 작용이 발생하고 있으며 침식 활동의 선두에 위치한 것이 바로 미인폭포이다. 통리 지역에는 하천퇴적물이 분포하고 있어 풍극임이 확실하다.